# Lindenthal (Gardelegen)
Lindenthal ist ein Ortsteil der Hansestadt Gardelegen im Altmarkkreis Salzwedel in Sachsen-Anhalt, Deutschland.

## Geographie
Lindenthal liegt 2½ Kilometer südöstlich des Gardelegener Stadtzentrums im Landschaftsschutzgebiet Lindenthaler Forst, einem Naherholungsgebiet mit einem Naturlehrpfad. Der Nesenitzbach speist den 1915 angelegten Waldsee mit der Vogelwiese und einer Rhododendroninsel.

## Geschichte

### Neuzeit
Im Jahre 1905 hatte die zur Stadtgemeinde Gardelegen gehörende Försterei Lindenthal 21 Einwohner. Der heutige Ortsteil Lindenthal entstand 1944 als Gardelegen Süd II im Zuge der Wohnungsbebauung, angrenzend an das Jagdhaus und die beliebte Ausflugsgaststätte gleichen Namens. Ende des 20. Jahrhunderts errichtete der Staatliche Forstwirtschaftsbetrieb Gardelegen den Feuerwachturm Lindenthal. Im Jahre 2011 wurde von einer geplanten Privatisierung der 600 Hektar großen Waldfläche berichtet.

### Einwohnerentwicklung
| Jahr | Einwohner |
| ---- | --------- |
| 1905 | 21        |
| 2012 | 73        |
| 2021 | 58        |
| 2022 | 64        |

## Kultur und Sehenswürdigkeiten
Lindenthals Naturschönheiten wurden 1816 vom Gardelegener Johann Wilhelm Bornemann in seinem Lied „Im Wald und auf der Heide“ besungen. Hundertfünfzig Jahre später spielten die seinerzeit bekannten Blasmusiker „Wiesenpieper“ ihren eigenen „Lindenthal-Walzer“.